# Margaret Levi

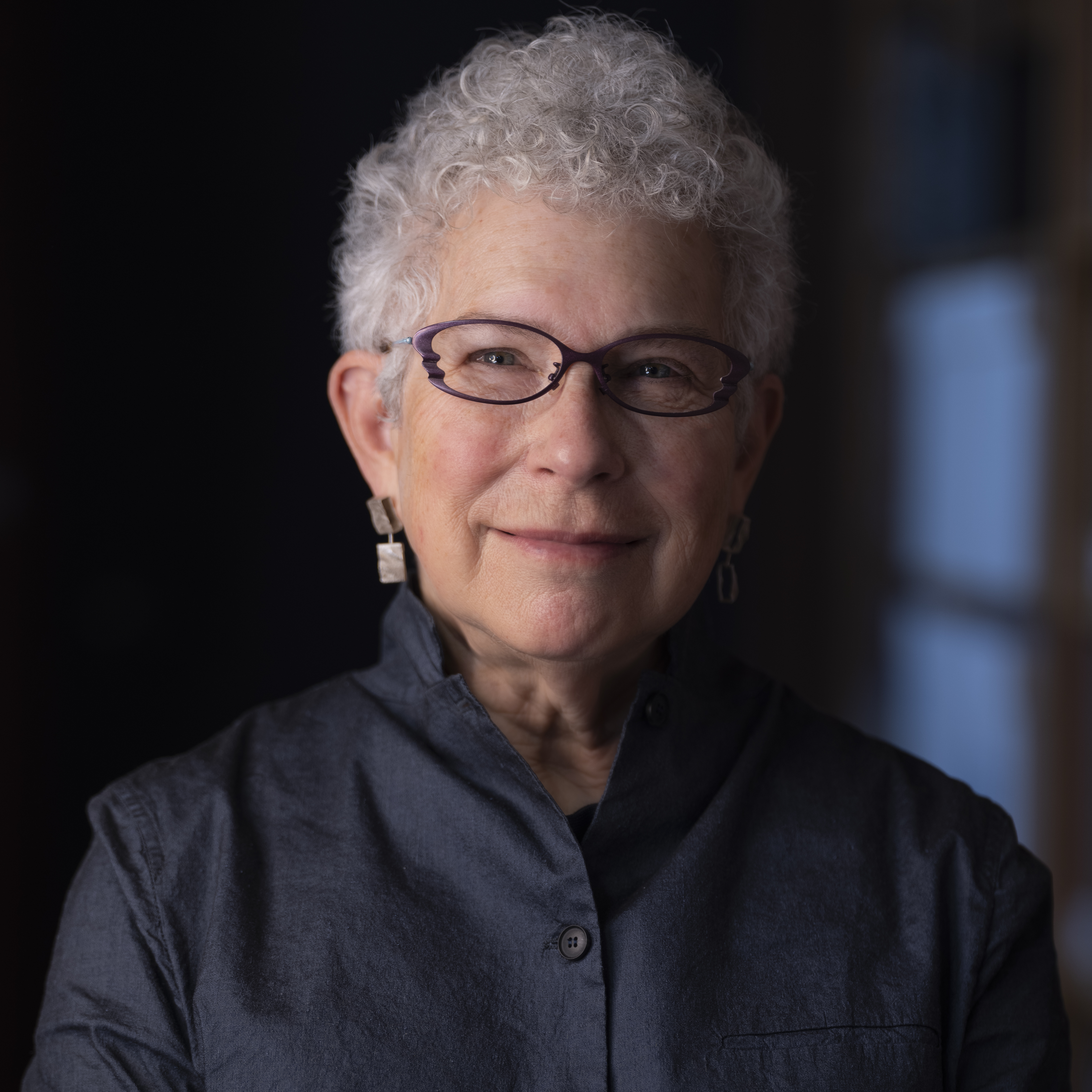
Margaret Levi (2022)

Margaret Anne Levi (* 5. März 1947) ist eine US-amerikanische Politikwissenschaftlerin an der Stanford University. Sie betreibt vergleichende Politische Ökonomie und hat sich um das Verständnis verdient gemacht, unter welchen Bedingungen Bürger staatlichen Zwang (zum Beispiel Steuern oder Gesetze) akzeptieren – und unter welchen Bedingungen nicht. Hierbei vereinigte sie theoretische Überlegungen mit historischem Wissen.

## Leben
Lewi erwarb 1968 einen Bachelor in Politikwissenschaft am Bryn Mawr College und 1974 einen Ph.D. in Government an der Harvard University. Im selben Jahr wurde sie Mitglied des Lehrkörpers der University of Washington, 2007 wurde sie emeritiert. Von 2009 bis 2013 hatte sie eine Professur für amerikanische Politik an der University of Sydney inne. Levi ist seit 2014 Direktorin des Center for Advanced Study in the Behavioral Sciences (CASBS) an der Stanford University. Außerdem ist sie emeritierte Professorin für Internationale Studien an der University of Washington.
2001 wurde Levi in die American Academy of Arts and Sciences gewählt, 2015 in die National Academy of Sciences, 2018 in die American Philosophical Society. 2002 hatte sie ein Guggenheim-Stipendium. 2004/2005 war sie Präsidentin der American Political Science Association. 2018 erhielt sie ein Ehrendoktorat der Universität Carlos III (Madrid). Für 2019 wurde Levi der Johan-Skytte-Preis (Skytteanska priset) für Politikwissenschaft zugesprochen. 2022 wurde Levi zum korrespondierenden Mitglied der British Academy gewählt.
Sie war beziehungsweise ist Mitherausgeberin von Cambridge Studies in Comparative Politics und Annual Review of Political Science. Laut Google Scholar hat Levi (Stand Juli 2022) einen h-Index von 49.
Margaret Levi ist mit Robert Kaplan verheiratet. Das Paar sammelt Kunst der Aborigines und hat bedeutende Leihgaben an verschiedene Kunstmuseen (Seattle Art Museum, Metropolitan Museum of Art) gemacht.

## Schriften
- Bureaucratic Insurgency: The Case of Police Unions (Lexington, 1977)
- Of Rule and Revenue (University of California Press, 1988)
- Als Herausgeber: Marxism (Edward Elgar, 1991)
- Consent, Dissent, and Patriotism (Cambridge University Press, 1997)
- Analytic Narratives (Princeton University Press, 1998)
- Cooperation Without Trust? (Russell Sage, 2005)
- Mit John Ahlquist: In the Interest of Others (Princeton, 2013)
- Als Herausgeber: Labor Standards in International Supply Chains (Edward Elgar, 2015)